# Solfara Giammaccarrone
La solfara Giammaccarrone o miniera Giammaccarrone  è stata una miniera di zolfo sita in provincia di Agrigento nei pressi del comune di Campobello di Licata.
Aperta tra 1860 e il 1870 è oggi inattiva.